# Khuy áo ít hoa
Khuy áo ít hoa (danh pháp khoa học: Pittosporum pauciflorum) là một loài thực vật thuộc họ Pittosporaceae. Đây là loài đặc hữu của Trung Quốc.